# OmniWeb
OmniWeb was een freeware-webbrowser voor Mac ontwikkeld door OmniGroup. De browser was op WebKit gebaseerd.

## Functies
- Reclame blokkeren
- Een tekstinvoerveld apart openen in een nieuw tabblad (nuttig bij het invoegen van veel tekst)
- Getabd browsen
- Sitevoorkeuren. Hierdoor kan elke website een ander lettertype hebben.